# الجروت (عملة إنجليزية)
|                                                       |  |
| عملة فضية من عهد إدوارد الأول ملك إنجلترا (1272–1307) |  |

الجروت هو الاسم التقليدي لعملة فضية إنجليزية وأيرلندية منقرضة قيمتها أربعة بنسات، وأيضًا عملة اسكتلندية كانت قيمتها في الأصل أربعة بنسات، مع قيمة الإصدارات اللاحقة عند ثمانية بنسات وشلن واحد.

## اسم
طُبق الاسم أيضًا على أي عملة معدنية سميكة أو كبيرة، مثل Groschen ( grosso )، وهي عملة فضية أصدرتها تيرول في عام 1271 والبندقية في القرن الثالث عشر، وكانت أول عملة بهذا الحجم العام تُتداول في الإمبراطورية الرومانية المقدسة وأجزاء أخرى من أوروبا. كان السلف المباشر للجروت هو gros tournois أو groat الفرنسي من مدينة تورز، والذي كان يُعرف باسم groot (باللغة الهولندية لـ "عظيم" أو "كبير") في هولندا.
يشير الاسم أيضًا إلى مجموعة من العملات الأوروبية الأخرى مثل تلك الموجودة في شبه الجزيرة الإيطالية والمعروفة باسم جروسو بما في ذلك جروسو البندقية وجروس كراكوف في بولندا. أشار ماركو بولو إلى الجروت في سرده لرحلاته إلى شرق آسيا عند وصف عملات إمبراطورية يوان. كانت أوصافه مبنية على تحويل 1 بيزانت = 20 جريت =1331⁄3 تورنيسل.

## تاريخ
| ديفيد الثاني ملك اسكتلندا                                                                       | ديفيد الثاني ملك اسكتلندا |
| ----------------------------------------------------------------------------------------------- | --- |
|                                                                                                 | |
| ++DAVID x REX x SCOTORVm تمثال نصفي متوج على اليسار يحمل صولجانًا أمامه؛ نجمة عند قاعدة الصولجان | الدائرة الخارجية: +DNS PTECTOR MS F LIBATOR MS - الدائرة الداخلية: VILL A ED InBV RGh مقسمة بشكل متقاطع طويل بخمس نقاط من البوري. |
| عملة الجروت من نوع AR (3.11 جرام). عملة معدنية خفيفة، 1367-1371. دار سك العملة في إدنبرة.       | |

| إدوارد الثالث                                                                                     | إدوارد الثالث |
| ------------------------------------------------------------------------------------------------- | ------------- |
|                                                                                                   |               |
| سُكت: لندن، السلسلة: B، سنوات سكها: 1351 - 1361 (بإذن من Guillelmus Thompson، مالك عملات بريطانيا) |               |

| هنري الثامن: الجروت الأيرلندي | هنري الثامن: الجروت الأيرلندي                                                                |
| --- | -------------------------------------------------------------------------------------------- |
| |                                                                                              |
| سكَّ هنري الثامن هذه النقود الإيرلندية من فئة الجروت، وتتميز بدرع متوج فوق صليب متشعب الأطراف، مع علامة النعناع: ورقة البرسيم الثلاثي | FRAnCIE ET HIBERNIE REX، القيثارة المتوجة؛ المتوجة h والمتوجة R على الجانبين (هنريكوس ريكس). |
| جروت فضي (25 مم، 2.32 غ، اتجاه 12 ساعة). الإصدار الثاني بشعار القيثارة، كملك لإيرلندا، 1541-1542. سك في دار سك لندن (للتصدير).      |                                                                                              |

| إليزابيث الأولى: الجروت الأيرلندي               | إليزابيث الأولى: الجروت الأيرلندي |
| ----------------------------------------------- | --------------------------------- |
|                                                 |                                   |
| إليزابيث·بفضل·الله·ملكة·إنجلترا·فرنسا·وإيرلندا. | وَضَعْتُ اللهَ مُعينًا لي.               |
| جروت فضي (2.82 غ).                              |                                   |

بعد تداول العملة الفضية الفرنسية في إنجلترا، سُكت عملة الجروت الإنجليزية لأول مرة في عهد الملك إدوارد الأول.
لم يُصدر الجريش الاسكتلندي حتى عهد ديفيد الثاني. كانت قيمة الجريش الاسكتلندي في الأصل أربعة بنسات أيضًا، ولكن الإصدارات اللاحقة بلغت قيمتها ثمانية بنسات وشلنًا واحدًا.
سُكت العملة الأيرلندية لأول مرة في عام 1425 وسُكت آخر العملات في عهد إليزابيث الأولى ملكة إنجلترا. كان هناك أيضًا إصداران آخران، وكلاهما عملات طارئة.
نظرًا لأن الجنيه الإسترليني أو 240 بنسًا كان يعتمد منذ القرن الثاني عشر على الجنيه البرجي أو 5,400 grain (350 غ) من الجنيه الإسترليني أو 0.925 من الفضة النقية، فإن الجروت الإنجليزي أو الأربعة بنسات يحتوي بالتالي على 90 grain (5.8 غ) من الفضة الاسترلينية. أصبحت الإصدارات اللاحقة أخف وزناً بشكل تدريجي: 72 grain (4.7 غ) في عام 1351 في عهد إدوارد الثالث، 60 grain (3.9 غ) في عام 1412 تحت حكم هنري الرابع، و 48 grain (3.1 غ) في عام 1464 في عهد إدوارد الرابع. من عام 1544 إلى عام 1560 (حيث خُفضَ الوزن إلى 32 حبة (2.1 جرام) في عام 1559) كانت نقاوة الفضة أقل من الجنيه الإسترليني، وبعد إصدار عام 1561 لم تُصدر للتداول مرة أخرى بشكل عام لمدة مائة عام تقريبًا.
من عهد تشارلز الثاني إلى عهد جورج الثالث، صُدرت عملات الجرات (التي غالبًا ما تُعرف الآن باسم العملات ذات الأربعة بنسات) على أساس غير منتظم للتداول العام، وكانت السنوات الوحيدة التي سُكت بعد عام 1786 هي أعوام 1792 و1795 و1800. بعد ذلك، كانت الإصدارات المتداولة الوحيدة هي تلك الصادرة من عام 1836 إلى عام 1855، مع وجود نسخ معروفة من عامي 1857 و1862، وإصدار استعماري عام 1888. خُفضَ وزن هذه العملات الأخيرة إلى حوالي 27 حبة (1.9 جرام) وكان قطرها نفس قطر قطع الثلاثة بنسات الفضية في ذلك اليوم على الرغم من أنها كانت أكثر سمكًا. كما كان لديهم أيضًا بريتانيا على الجانب الخلفي، في حين أن جميع القطع الفضية الأخرى ذات الأربعة بنسات منذ عهد ويليام وماري كانت تحمل الرقم "4" المتوج على الجانب الخلفي، بما في ذلك عملات ماوندي ماني الفضية ذات الأربعة بنسات الحالية. ظل نوع من أنواع الحبوب متداولاً في اسكتلندا حتى القرن العشرين.
في الماضي، كانت العملات الفضية من فئة البنسين تسمى "نصف الجرات".
توقف سك العملة المعدنية البريطانية في المملكة المتحدة في عام 1856، ولكن في عام 1888 قُدمَ طلب خاص للحصول على صنف استعماري يتم سكه لاستخدامه في غيانا البريطانية وجزر الهند الغربية البريطانية. ظل الجروت متداولاً في غيانا البريطانية حتى تبنت تلك المنطقة النظام العشري في عام 1955.
لا تزال الحبوب تُصدر في مجموعات من العملات المعدنية .

### قساوسة البحرية الملكية
في القرنين السابع عشر والثامن عشر، كان القساوسة يعملون في سفن الحرب التابعة للبحرية الإنجليزية بواسطة القبطان، وكانوا يحصلون على أجورهم من قطعة نقدية واحدة كل شهر تُخصم من أجور البحارة. لم ترتفع أجور البحرية بين عامي 1653 و1797 (انظر تمرد سبثيد ونور )، وخلال هذه الفترة كان البحار العادي يتقاضى 19 شلنًا ، كما كان الحال مع القسيس.

## ملحوظات
1. ↑  Henry Yule. The Travels of Marco Polo: The Complete Yule-Cordier Edition. Third edition (1903), revised and updated by Henri Cordier. Plain Label Books. p. 1229–30. (Note) ((ردمك 1603036156))